# Campionati del mondo di atletica leggera indoor 1995 - Eptathlon
La gara dell'eptathlon maschile si è tenuta tra l'11 e il 12 marzo 1995 presso lo stadio Palau Sant Jordi di Barcellona.

## Risultati
| Record mondiale       | Dan O'Brien     | 6476 (6"67 - 7,84 m - 16,02 m - 2,13 m / 7,85 m - 5,20 m - 2'57"96) | Toronto | 14 marzo 1993    |
| Record dei Campionati | Dan O'Brien     | 6476                                                                | Toronto | 14 marzo 1993    |
| Capolista stagionale  | Petri Keskitalo | 6020 ( N/A - N/A - N/A - N/A / N/A - N/A - N/A )                    | Kuopio  | 12 febbraio 1995 |

### Turni eliminatori
| 2Batterie | 11 marzo | 12 iscritti    | Si svolgono le gare dei m. 60, salto in lungo, getto del peso, salto in alto             |
| 2Batterie | 12 marzo | 12 concorrenti | La seconda giornata si svolgono le gare: m. 60 ostacoli, salto con l'asta, m. 1000 piani |

### Tutte le prove
Sabato 11 marzo 1995 / Domenica 12 marzo 1995

(N.B.: Le migliori prestazioni sono segnate in neretto.)
| Pos.    | Atleta              | Totale    | Prove             | 60 m     | Lungo      | Peso        | Alto       | 60 hs     | Asta        | 1000 m      |
| ------- | ------------------- | --------- | ----------------- | -------- | ---------- | ----------- | ---------- | --------- | ----------- | ----------- |
| Oro     | Christian Plaziat   | 6246      | Prestazione Punti | 6"96 897 | 7,52 m 940 | 14,92 m 785 | 2,04 m 840 | 7"85 1020 | 5,10 m 941  | 2'44"56 823 |
| Argento | Tomáš Dvořák        | 6169      | Prestazione Punti | 7"02 875 | 7,36 m 900 | 15,84 m 841 | 2,04 m 840 | 7"93 999  | 4,80 m 849  | 2'40"80 865 |
| Bronzo  | Henrik Dagård       | 6142      | Prestazione Punti | 6"84 940 | 7,32 m 891 | 15,27 m 806 | 1,98 m 785 | 7"87 1015 | 4,80 m 849  | 2'41"60 856 |
| 4       | Ricky Barker        | 6120      | Prestazione Punti | 7"02 875 | 7,26 m 876 | 14,62 m 766 | 2,13 m 925 | 8"05 969  | 5,10 m 941  | 2'49"72 768 |
| 5       | Alex Kruger         | 5978      | Prestazione Punti | 7"16 826 | 7,23 m 869 | 14,79 m 777 | 2,16 m 953 | 8"36 893  | 4,90 m 880  | 2'48"66 780 |
| 6       | Antonio Peñalver    | 5939      | Prestazione Punti | 7"15 830 | 7,34 m 896 | 16,15 m 861 | 2,04 m 840 | 8"16 942  | 4,70 m 819  | 2'51"41 751 |
| 7       | Erki Nool           | 5887      | Prestazione Punti | 6"81 951 | 7,56 m 950 | 10,46 m 513 | 2,04 m 840 | 8"32 903  | 5,00 m 910  | 2'44"89 820 |
| 8       | Sébastien Levicq    | 5870      | Prestazione Punti | 7"22 806 | 6,93 m 797 | 14,33 m 749 | 1,98 m 785 | 8"33 900  | 5,30 m 1004 | 2'44"07 829 |
| 9       | Zsolt Kürtösi       | 5831      | Prestazione Punti | 7"10 847 | 7,11 m 840 | 13,79 m 715 | 2,04 m 840 | 8"25 920  | 4,80 m 849  | 2'44"88 820 |
| 10      | Robert Wärff        | 5751      | Prestazione Punti | 7"19 816 | 7,06 m 828 | 15,33 m 810 | 1,98 m 785 | 8"40 884  | 4,60 m 790  | 2'43"25 838 |
| 11      | Sheldon Blockburger | 5127      | Prestazione Punti | 6"92 911 | 7,37 m 903 | 14,94 m 786 | 2,07 m 868 | 8"25 920  | -           | 2'52"60 739 |
| 12      | Petri Keskitalo     | 4250 rit. | Prestazione Punti | 7"02 875 | 7,34 m 896 | 14,80 m 777 | 1,98 m 785 | 8"26 917  | -           | -           |

### Classifica finale
Domenica 12 marzo 1995
| Pos.    | Atleta              | Età | Nazione     | Punti     | Note                          |
| ------- | ------------------- | --- | ----------- | --------- | ----------------------------- |
| Oro     | Christian Plaziat   | 31  | Francia     | 6246      |                               |
| Argento | Tomáš Dvořák        | 23  | Rep. Ceca   | 6169      | Record nazionale              |
| Bronzo  | Henrik Dagård       | 25  | Svezia      | 6142      | Record nazionale              |
| 4       | Ricky Barker        | 25  | Stati Uniti | 6120      | Miglior prestazione personale |
| 5       | Alex Kruger         | 31  | Regno Unito | 5978      | Record nazionale              |
| 6       | Antonio Peñalver    | 26  | Spagna      | 5939      |                               |
| 7       | Erki Nool           | 24  | Estonia     | 5887      |                               |
| 8       | Sébastien Levicq    | 23  | Francia     | 5870      | Miglior prestazione personale |
| 9       | Zsolt Kürtösi       | 23  | Ungheria    | 5831      |                               |
| 10      | Robert Wärff        | 22  | Svezia      | 5751      |                               |
| 11      | Sheldon Blockburger | 25  | Stati Uniti | 5127      |                               |
| 12      | Petri Keskitalo     | 30  | Finlandia   | 4250 rit. |                               |